# Rotselaar
Rotselaar (fr. Rotselaer) – miejscowość i gmina (gemeente) w Belgii, w Regionie Flamandzkim, w prowincji Brabancja Flamandzka, w okręgu Leuven. 1 stycznia 2024 roku liczyła 17 672 mieszkańców, a jej gęstość zaludnienia wyniosła 475 os./km².

## Podział administracyjny
W skład gminy wchodzą dwie dzielnice (deelgemeente):
- Werchter
- Wezemaal

## Demografia
Ludność historyczna:
| Rok     | 1995   | 2000   | 2005   | 2010   | 2015   | 2020   | 2021   | 2024   |
| ------- | ------ | ------ | ------ | ------ | ------ | ------ | ------ | ------ |
| Ludność | 13 914 | 14 587 | 15 003 | 15 524 | 16 397 | 17 024 | 17 081 | 17 672 |

Ludność według grup wiekowych:
| Wiek                                    | 0–17 lat | 18–64 lata | 65+ lat |
| --------------------------------------- | -------- | ---------- | ------- |
| Liczba osób w danej grupie wiekowej     | 3410     | 10 246     | 3425    |
| Liczba osób w danej grupie wiekowej w % | 20%      | 60%        | 20%     |

Struktura płci:
| Płeć                         | Mężczyźni | Kobiety |
| ---------------------------- | --------- | ------- |
| Liczba osób w danej płci     | 8468      | 8613    |
| Liczba osób w danej płci w % | 49,6%     | 50,4%   |

## Klimat
Klimat jest przybrzeżny. Średnia temperatura wynosi 10 °C. Najcieplejszym miesiącem jest lipiec (19 °C), a najzimniejszym miesiącem jest styczeń (0 °C).

## Współpraca
Miejscowość partnerska:
- Bad Gandersheim, Niemcy